# Escaryus
Escaryus är ett släkte av mångfotingar. Escaryus ingår i familjen småjordkrypare.

## Dottertaxa tillEscaryus, i alfabetisk ordning[1]
- Escaryus alatavicus
- Escaryus chadaevae
- Escaryus chichibuensis
- Escaryus cryptorobius
- Escaryus dentatus
- Escaryus ethopus
- Escaryus hirsutus
- Escaryus igarashii
- Escaryus jacoti
- Escaryus japonicus
- Escaryus kirgizicus
- Escaryus koreanus
- Escaryus krivolutskiji
- Escaryus kusnetzowi
- Escaryus latzeli
- Escaryus liber
- Escaryus makizimae
- Escaryus missouriensis
- Escaryus molodovae
- Escaryus monticolens
- Escaryus oligopus
- Escaryus orestes
- Escaryus ornatus
- Escaryus pallidus
- Escaryus paucipes
- Escaryus perelae
- Escaryus polygonatus
- Escaryus retusidens
- Escaryus sachalinus
- Escaryus sibiricus
- Escaryus urbicus
- Escaryus vitimicus
- Escaryus yacumoensis